# 中国人民解放军陆军第二十集团军
中国人民解放军陆军第二十集团军，是一支曾经存在于中国人民解放军陆军序列的集团军，前身为华东野战军第一纵队，中国人民解放军第二十军。原代号为中国人民解放军54631部队，后代号为中国人民解放军71320部队，军部驻地河南省开封市。于2017年被裁撤。

## 沿革
陆军第二十集团军的前身是坚持南方三年游击战争的中国工农红军闽东独立师。抗日战争爆发后，1938年1月下旬改编为新四军第三支队第六团，团长叶飞、副团长阮英平。1938年12月，第六团调赴苏南，划归第一支队建制。1939年5月，叶飞领导的第六团东进阳澄湖地区，与梅光迪、何克希领导的江南抗日义勇军第三路军会合，成立江南抗日义勇军总指挥部，第六团改称“江南抗日义勇军第二路军”。江南抗日义勇军东进抗日，先后取得黄塘战斗、浒墅关战斗、夜袭虹桥机场等战斗胜利。1939年9月主力西撤后，留下的伤病员于1939年11月成立“江抗东路司令部”，后来被编入新四军第六师第十八旅。这段故事在1960年代被中华人民共和国文艺工作者创作为著名的京剧样板戏《沙家浜》。这支伤病员组成的部队后来发展为中国人民解放军第二十军第五十九师第一七五团。
1939年9月下旬，江南抗日义勇军主力从常熟西撤江阴，在江阴遭到日伪军以及俞一则、杨蔚率领的“忠义救国军”截击。1939年10月8日，江南抗日义勇军在江阴西石桥召开军政人员大会，陈毅作长篇报告，宣布将江南抗日义勇军第二路军和第五路军合并为江南抗日义勇军第一团，团长兼政委乔信明，参谋长廖政国，将江南抗日义勇军第三路军和第四路军合并为江南抗日义勇军第二团，团长徐绪奎，政委何克希。
1939年10月26日，江南抗日义勇军主力移师扬中县，与以管文蔚为司令员的江南抗日义勇军挺进纵队会师，合编为新四军挺进纵队（简称新四军挺纵），管文蔚任司令员，叶飞任政治委员兼副司令员。会师合编后，新四军挺进纵队整训近两个月。1939年12月初，新四军挺进纵队第二团回江南，其余大部于1940年1月初北渡长江挺进苏北，在扬州、泰州地区展开，参与开辟苏北抗日根据地。1940年10月参加了黄桥战役。
1939年11月，新四军江南指挥部成立，新四军挺进纵队归属江南指挥部领导。1940年7月，新四军江南指挥部北渡长江进入苏北，改称新四军苏北指挥部，新四军挺进纵队归属苏北指挥部领导，改编为苏北指挥部第一纵队，司令员兼政治委员叶飞。
1941年1月皖南事变后，1941年2月新四军苏北指挥部及所属部队改编为新四军第一师，原苏北指挥部第一、二、三纵队分别改编为第一师第一、二、三旅。
1944年12月，粟裕率新四军第一师师部和第3旅第7团以及300多名苏中地方干部、3旅陶勇率领的苏中特务1团、特务4团突破长江，自苏北挺进到苏浙皖边，与王必成率领的新四军第六师第十六旅会合，于1945年2月组成苏浙军区，下辖第一纵队（原第六师第十六旅）、第二纵队（原浙东游击纵队的第3支队、第5支队、金肖支队、淞沪支队、三北自卫纵队、四明自卫纵队、南山自卫纵队组成）、第三纵队（原第一师南下部队3个主力团）。1945年4月7日，第一师继任师长叶飞率第一师教导旅3个团（教导旅旅长廖政国。教导旅1团为原1旅1团（新四军老6团），2团为苏中军区特务2团 （由苏中二分区的特务营扩编而来），3团为高宝独立团（由原18旅52团3营扩编而来））。叶飞被任命为苏浙军区副司令，教导旅改编为苏浙军区第4纵队，下辖10、11、12三个支队（由教导旅1、2、3团改编）。。苏浙军区第1、第3、第4纵队在天目山的三次反顽战斗取胜。
1945年抗日战争胜利后，9月16日，党中央指示华中局：“全国内战危险虽仍极大，但和平局面仍有可能。你们在苏南、浙东、皖南三地部队，如果和平局面出现，有转移到江北之可能。望你们立即注意控制北上通路，保证北上安全，准备于将来适当时机渡江北上。”9月20日，党中央又指示华中局：“浙东、苏南、皖南部队北撤，越快越好，此事已在重庆谈判中，当做一个让步条件向对方提出。”9月下旬，根据中央与华中局的紧急指示，苏浙军区的部队分别从浙东、浙西开始北撤。粟裕率领军区党委机关和第1、3纵队越沪宁铁路，由西桥渡江北上苏中泰兴。叶飞率领第4纵队策应和掩护第2纵队北撤。第2纵队在撤退中遭到国民党三战区的围追阻截，其一部在北渡杭州湾登陆澉浦时，被国民党第79师三面包围，经过16个小时的激战，突破重围。1945年10月15日，苏浙军区的部队全部撤离江南。1945年10月25日赖传珠去电刘少奇，坚决要求调东北去工作，为党在前方服务。1945年10月28日中央致电华中局及罗荣桓、李作鹏、陈毅、黎玉并告东北局：“（乙）华中叶飞纵队仍照前议去东北，出足三个旅九个团及一个直属团共两万人或再多一点，其中至少要有三个至四个主力团。出发时间可推迟十天至十五天，衣服装备均须办足（但须轻装，不要笨装），恢复疲劳，鼓舞士气，整顿纪律，带足政治工作及地方工作干部，以叶飞为司令员，赖传珠为政治委员，取黄（克诚）路线去东北。”10月29日中央电示赖“任叶纵队政委，北去。”1945年11月11日在苏北涟水组建新四军第一纵队，司令部由原苏浙军区与苏中军区抽调人员组成，政治部由原浙东区党委机构及浙东游击纵队政治部部分人员组成：
- 司令员叶飞（原苏浙军区副司令员）
- 政委赖传珠（新四军原参谋长），1946年9月6日调东北/叶飞兼任
- 副政治委员兼政治部主任谭启龙(原浙东区党委书记、浙东游击纵队政委)
- 参谋长贺敏学(原浙西军分区司令员)
- 政治部副主任汤光恢(新四军政治部原保卫部部长)
- 第一旅（原苏浙军区第四纵队）旅长廖政国(原苏浙军区第四纵队司令员)，政委阮英平(原苏中第3分区政委）
- 第二旅（原苏中军区教导第一旅，1945年7月苏中军区以原1师2旅及18旅部分骨干为基础组建，刘飞为旅长，3个团来自原18旅的52团、江都独立团、东台独立团）旅长刘飞，政委彭林（苏浙军区第二纵队金（华）萧（山）支队支队长）
- 第三旅（原苏浙军区第二纵队）旅长张翼翔（原苏浙军区第二纵队副司令员），政委何克希（原苏浙军区第二纵队司令员）。
  - 7团：浙东5支队和淞沪支队合编
  - 8团：浙东3支队与金肖支队合编
  - 9团：浙东4支队与三北特务营合编

各旅均辖三个步兵团，共约22000余人。这三个旅都是以红军成员为骨干，于抗战时期发展起来的，其中第1旅为纵队“建军历史最久，战斗锻炼最多，战斗力较强的部队，又是具有优良战斗作风的新四军主力之一”
中央军委预定第一纵队开赴东北的路线是：越过陇海路，经山东滨海地区，到达胶东，由龙口渡渤海到营口登陆。11月12日赖传珠离开淮阴军部，到达涟水一纵驻地，与叶飞一起筹划北上事宜。11月21日，部队按原计划出发，11月25日抵达山东莒县地区。11月27日，接到中央的电报，命令部队暂停北上，停留在滨海老根据地大店、相公庄地区。12月6日根据东北形势变化，中央决定叶赖纵留山东作战，致电陈饶张黎并告张粟谭叶赖“叶赖纵队停止进入东北任务，着留山东参加这一带有决定性的战斗。”调归山东野战军，属津浦前线指挥部领导，参加了津浦路阻击战，在兖州、泰安、大汶口等地歼灭拒绝投降的日伪军和国军各一部。1946年1月7日，改称山东野战军第一纵队。1946年6月，收复泰安、大汶口。1946年7月，与鲁中军区部队共同在胶济路反击国军进攻的作战中，取得文祖战斗胜利。后来第一纵队奉命移师鲁南。一纵在山东作战消耗较大，据赖传珠1946年9月3日给陈毅、黎玉及军委的一份报告中称：“（一纵）初到山东时约两万五千人，兖（州）泰（安）之战伤亡约一千余人，复员老弱者一千余，逃亡病故者约四百余，共减员将近三千五百人以上。除泰安战后补充俘虏千人质量很坏不够巩固外，八个月来未得补充。现三团有九百余人，特务团八百余人，平均每团约一千四百人，重武器背不动，如连续战斗实有困难”。又经过峄南、峄东两次防御作战，一纵因消耗减员过大，又无补充，奉令把第1、第2旅分别裁并一个团（第2、第3团合编为第2团，第5、第6团合编为第6团），全纵只辖七个团。台枣反击战后，1纵利用战役间隙在鲁南十八凤落地区进行战备休整练兵，期间建立了纵队炮兵营，各步兵团成立了特务营，各旅均补充了一千名左右新参军的战士，元气稍稍得以恢复。并调整干部：第3旅政委何克希调任纵队副司令员，第3旅旅长张翼翔任纵队参谋长，第2旅政委彭林调华东局党校学习后任胶东军区东海分区司令员，第3旅副政委张文碧调任第2旅政委，原第3旅副旅长兼参谋长刘亨云升任第3旅旅长，原第3旅政治部主任杨思一任第3旅政委，原第3旅第7团团长谢忠良任第3旅参谋长，原第7团政委邱相田任第3旅副政委兼政治部主任。山野南下陇海线作战时，一度打算调一纵参加，但由于种种原因，一纵留在了鲁南。11月11日14时，“第八团在北田家营遭敌空、炮猛烈轰击，一度陷于混乱，伤亡较大，副团长周瑞球、政治部主任朱光牺牲”，此战第8团干部掌握部队不够，在受到6架敌机配合坦克、步兵的反击时，动摇混乱，使得已被包围在贾房、北罗的国军得以突围。由于此战失利，后的第二天起即连续开会检讨和总结长达一周。叶飞在回忆录中写：“这样，陈老总手上实际掌握的部队只有第二纵队（缺五旅）、第七师和鲁南八师，数量和质量都不及华中野战军”。兵力未能最大限度地集中，是泗县战斗失利的一个重要因素。留在鲁南的一纵，“先后打了三仗，但都未能打歼灭战，打了消耗战、击溃战，很窝囊”，也打得很不理想。对此，叶飞后来总结：“我们应当客观地承认战争初期集中兵力的问题，说起来容易，但做起来却难，是需要一个过程才能做到的”。
1946年12月参加宿北战役，和兄弟部队歼灭国军第六十九师。1947年1月，参加鲁南战役，和兄弟部队全歼国军2个整编师及1个快速纵队。1947年1月改编为华东野战军第一纵队，各旅分别改为第一、二、三师。解放战争中，作为华东野战军主力转战于华东战场，先后参加孟良崮战役、挺进豫皖苏、淮海战役。
1949年2月，第一纵队改编为中国人民解放军第二十军，属中国人民解放军第三野战军第九兵团，军长刘飞，政委陈时夫，各师分别改为第五十八、第五十九、第六十师。随后参加渡江战役和上海战役。战后在江浙一带整训，作为解放台湾的战略预备队。
1950年朝鲜战争爆发后，中国人民解放军第二十军于1950年11月在军长兼政委张翼翔的带领下入朝鲜参战。在长津湖战役中，第五十八师第一七二团第三连连长杨根思率一个排坚守小高岭阵地，阻击敌军的冲击，最后和敌人同归于尽，被追授为特级战斗英雄，并被授予“朝鲜民主主义人民共和国英雄”称号。
1952年10月，第二十军从朝鲜回中国，驻防浙江省杭州市，属华东军区（1955年后改为南京军区）。1955年1月，第六十师与华东军区海军、空军共同参加了一江山岛战役，这是中国人民解放军历史上首次三军协同作战的战斗。1975年7月，第二十军与济南军区的第一军对调，移驻河南省开封市，转隶济南军区。该军第五十八师参加了1979年2月中越战争。
1985年，在百万大裁军中，第二十军改编为中国人民解放军陆军第二十集团军，辖步兵第五十八师、步兵第六十师和原第四十三军的步兵第一二八师，并编入坦克第十一师、炮兵旅、高炮旅。1989年，步兵第五十八师和步兵第一二八师曾到北京参与执行戒严任务。1996年，步兵第一二八师改成武警机动师。1998年，步兵第五十八师和步兵第六十师改成摩步旅，坦克第十一师改成装甲第十一师，並和陆军第五十四集团军的装甲旅互调。
2008年，四川汶川发生汶川大地震，陆军第二十集团军赴四川救灾
2016年，中国人民解放军七大军区撤销，五大战区成立，陆军第二十集团军划归中国人民解放军中部战区陆军。2017年撤编。

## 编制
1985年陆军第二十军改编为陆军第二十集团军，辖步兵第五十八师、步兵第六十师，原属第四十三军的步兵第一二八师调入该军，并编入坦克第十一师、炮兵旅（原炮兵二师）和高炮旅。步兵第五十九师撤销，师部改编为高炮旅部。步兵第一二八师于1996年改为直属武警总部的机动师。1998年后，陆军第二十集团军全军旅团化。步兵第五十八师是全军师改旅的试点单位，成为全军第一个机械化步兵旅，步兵第六十师改为摩步旅，坦克第十一师改为装甲第十一师后与陆军第五十四集团军装甲旅对调建制。
2017年撤编前，陆军第二十集团军下辖：
- 军直部队：
  - 通信团[6]
  - 工兵团[7]
  - 舟桥团[8]
  - 司机卫生员训练大队[9]
  - 教导大队[10]
- 机械化步兵第五十八旅[11]
- 机械化步兵第六十旅[12]
- 装甲第十三旅[13]
- 炮兵旅[14]
- 防空旅[15]

## 历任领导

### 新四军、山东野战军、华东野战军第一纵队
| 第一纵队司令员 - 叶飞（1945年11月—1949年2月） 第一纵队副司令员 - 何克希（1947年2月—1948年10月） - 刘飞（1948年5月—1949年2月） - 张翼翔（1948年10月—1949年2月） | 第一纵队政治委员 - 赖传珠（1945年11月—1947年2月） - 陈时夫（？—1949年2月） 第一纵队副政治委员 - 谭启龙（1945年11月—？） - 陈时夫（？—？） - 汤光恢（？—1949年2月） |

| 第一纵队参谋长 - 贺敏学（1945年11月—1946年） - 张翼翔（1946年11月—1948年12月） | 第一纵队政治部主任 - 谭启龙（1945年11月—1947年2月，副政治委员兼） - 汤光恢（1947年2月—1949年2月，后为副政治委员兼） |

### 中国人民解放军第二十军
（含中国人民志愿军第二十军）

| 中国人民解放军第二十军军长 - 刘飞（1949年2月—9月） - 张翼翔（1949年10月—1952年10月） - 廖政国 少将（1952年11月—1956年5月） - 余光茂 少将（1956年6月—1965年10月） - 熊应堂（1965年10月—1972年10月） - 邬兰亭（1972年10月—1979年4月） - 张福钰（1979年3月—1981年2月） - 杨石毅（1981年2月—1985年8月） 中国人民解放军第二十军副军长 - 张翼翔（1949年2月—9月） - 廖政国（1949年10月—1952年10月） - 黄朝天 少将（1952年11月—1956年3月） - 曾昭墟 少将（1955年1月—？） - 余光茂 少将（1955年—1956年） - 董毓湘 大校（？—1965年5月） - 张文和 大校（？—？） - 朱全林（？—？） - 张孝烈（？—1981年） - 朱铁谷（？—1983年） - 刘锡文（？—？） - 林一新（？—？） - 梁光烈（1983年—1985年8月） | 中国人民解放军第二十军政治委员 - 陈时夫（1949年2月—10月） - 张震球（1949年10月—1951年2月） - 张翼翔（1951年2月—1952年10月，军长兼） - 谭右铭（1952年10月—1953年11月） - 谢云晖 少将（1953年11月—1960年7月） - 王六生 少将（1960年7月—1964年7月） - 南萍 少将（1964年7月—1972年10月） - 孟克（1972年10月—1981年2月） - 张福钰（1981年2月—1983年5月） - 李春廷（1983年5月—1985年8月） 中国人民解放军第二十军副政治委员 - 汤光恢（1949年2月—5月） - 谭右铭（1951年—1952年10月） - 李新源 大校（？—？） - 沈云章（1969年—1983年） - 孟昭玉（？—？） - 张士诚（？—？） - 李春廷（？—1983年5月） - 吴光贤（1983年5月—1985年8月） - 闫成贵（？—1984年） |

| 中国人民解放军第二十军参谋长 - 廖政国（1949年2月—1950年） - 冯鼎三（1950年1月—1950年） - 俞炳辉（1950年—1952年7月） - 余光茂（1951年6月—1955年，第二参谋长） - 黄朝天（1952年—1952年11月） - 王建青 少将（1955年4月—1963年8月） - 曾昭墟 少将（1956年—？，副军长兼） - 朱全林 大校（？—？） - 刘锡文（？—？） - 张承阁（1981年2月—？） | 中国人民解放军第二十军政治部主任 - 汤光恢（1949年2月—5月，副政治委员兼） - 谭右铭（1949年—1951年） - 邱相田（1951年—1952年） - 周吉一 大校（1954年8月—1957年3月） - 沈云章 大校（？—1969年） - 龚欲民（？—1976年） - 汪石川（1976年—1982年） |

### 中国人民解放军陆军第二十集团军
| 中国人民解放军陆军第二十集团军军长 - 梁光烈 少将（1985年8月—1990年6月） - 丁寿岳 少将（1990年6月—1999年12月） - 袁家新 少将（1999年12月—2003年12月） - 张仕波 少将（2003年12月—2007年12月） - 白建军 少将（2008年1月—2009年5月） - 徐经年 少将（2009年5月—2014年1月） - 宋鸿晓 少将（2014年3月—2017年） 中国人民解放军陆军第二十集团军副军长 - 丁寿岳（1985年8月—1990年6月） - 王英洲（1985年8月—1990年6月） - 张祥林（1990年6月—1994年2月） - 张齐红（1992年10月—1995年12月） - 袁家新（1995年7月—1999年12月） - 杨凤海（1995年12月—1999年12月） - 刘龙光（1999年12月—2003年1月） - 陈为保（1999年12月—2002年4月） - 王太顺（2000年12月—2005年7月） - 邬援军（2002年4月—2004年7月；2005年7月—2006年12月） - 马秋星（2005年7月—2009年1月） - 王军（2005年12月—2006年11月） - 卢长健（2006年12月—2012年8月） - 杨剑（2008年12月—2013年12月） - 郑家楷（2012年5月—2016年） - 周友亚（2013年—2017年） - 段应民（2016年—2017年） | 中国人民解放军陆军第二十集团军政治委员 - 杨兴隆 少将（1985年8月—1990年1月） - 黄学禄 少将（1990年1月—1990年6月） - 刘国福 少将（1990年6月—1991年11月） - 何法祥 少将（1991年11月—1997年11月） - 陶方桂 少将（1997年11月—2000年12月） - 杨建亭 少将（2000年12月—2005年12月） - 高建国 少将（2005年12月—2008年1月） - 杨玉文 少将（2008年1月—2012年12月） - 徐忠波 少将（2012年12月—2014年9月） - 薛君 少将（2014年9月—2017年） 中国人民解放军陆军第二十集团军副政治委员 - 黄学禄（1988年9月—1990年6月） - 曹学德（1990年6月—1994年12月） - 张建中（1994年12月—1996年12月） - 杨建亭（1997年10月—2000年12月） - 黄玉亮（1997年12月—2001年12月） - 李光显（2000年12月—2005年7月） - 李光金（2001年12月—2004年7月） - 高建国（2004年7月—2005年12月） - 杨玉文（2004年7月—2006年12月） - 张建华（2007年4月—2011年7月） - 李振领（2011年7月—2017年） |

| 中国人民解放军陆军第二十集团军参谋长 - 吴湘庆（1985年8月—1988年7月） - 张祥林（1988年7月—1990年1月） - 张齐红（1990年1月—1992年10月） - 冉龙泉（1992年10月—1993年12月） - 张仕波（1993年12月—1998年12月） - 王军（2000年12月—2005年12月） - 马秋星（2005年12月—2007年12月） - 胡修斌（2007年12月—2012年5月） - 郑家楷（2012年5月—2014年，副军长兼） - 张剑锋（2014年—2017年） | 中国人民解放军陆军第二十集团军政治部主任 - 黄学禄（1985年8月—1988年9月） - 曹学德（1988年9月—1990年1月） - 刘永治（1990年1月—1994年2月） - 张建中（1994年2月—1994年12月） - 祁正祥（1994年12月—1998年12月） - 李光显（1998年12月—2000年12月） - 李光金（2000年12月—2001年12月） - 郭守岭（2001年12月—2003年12月） - 高建国（2003年12月—2004年7月） - 韩珍明（2004年7月—2006年7月） - 张建华（2006年7月—2007年7月） - 徐远林（2007年7月—2010年10月） - 薛君（2010年10月—2014年9月） - 张红兵（2014年—2017年） |

## 荣誉
曾被授予荣誉称号的单位有：
- 杨根思连：原步兵第五十八师第一七二团第三连，现隶属第八十三集团军[1]
- 沙家浜连、抗洪抢险英雄连：原步兵第五十八师第一七五团第二连[1]
- 政纪模范连：原步兵第六十师第一七八团第三连[1]
- 全国拥政爱民模范连：原第五十九师高射炮兵团第一连
- 杨靖宇支队：装甲第十三旅，前身是杨靖宇领导组建的东北人民革命军独立第一军[19]

## 延伸阅读
- 中国人民解放军陆军第二十集团军、中国共产党常熟市委员会、上海市新四军历史研究会“沙家浜”部队委员会编，沙家浜战士足迹，学林出版社，2002年